# Municipio de North Buck Shoals
El municipio de North Buck Shoals (en inglés: North Buck Shoals Township) es un municipio ubicado en el  condado de Yadkin en el estado estadounidense de Carolina del Norte. En el año 2010 tenía una población de 2.348 habitantes.

## Geografía
El municipio de North Buck Shoals se encuentra ubicado en las coordenadas 36°7′18.25″N 80°49′39.28″O / 36.1217361, -80.8275778.